# Rački Vrh
Rački Vrh je naselje v Občini Radenci.